# HK Murman
Murman bildades 1952, och är en rysk bandyklubb som spelar i Ryska ligan. År 2000 återstartades laget efter att varit nedlagt sedan säsongen 1996.